# Horse Guards
Horse Guards (lit. ‘Guardias a Caballo’) es un palacete histórico en la Ciudad de Westminster, Londres (Reino Unido), ubicado entre Whitehall al este y el Horse Guards Parade al oeste (el recinto ceremonial que recibe su nombre); y entre la Admiralty House al norte y el Dover House al sur. Originalmente formó la entrada al palacio de Whitehall (del que ahora solo queda el Banqueting House, al otro lado de la avenida) y —más tarde, a través de la plaza— al palacio de St. James. Diseñado por William Kent por encargo de Jorge II de Gran Bretaña, y construido a mediados del siglo XVIII como cuartel y cuadras de la Household Cavalry —los más antiguos regimientos de caballería del Ejército Británico—, fue hasta 1858 el cuartel general del Imperio Británico y vio su apogeo durante las guerras napoleónicas. En los dos siglos posteriores a su construcción, el nombre Horse Guards fue sinónimo del alto mando del Ejército de Su Majestad (tanto el generalato como la Oficina de Guerra).
El edificio sigue teniendo uso militar, si bien hoy en día sirve sobre todo como monumento histórico para visitas (está clasificado como edificio de grado I) y alberga el Museo de la Caballería Doméstica. Su entrada principal sigue sirviendo como concurrido paso entre Whitehall y St. James's Park.

## Historia

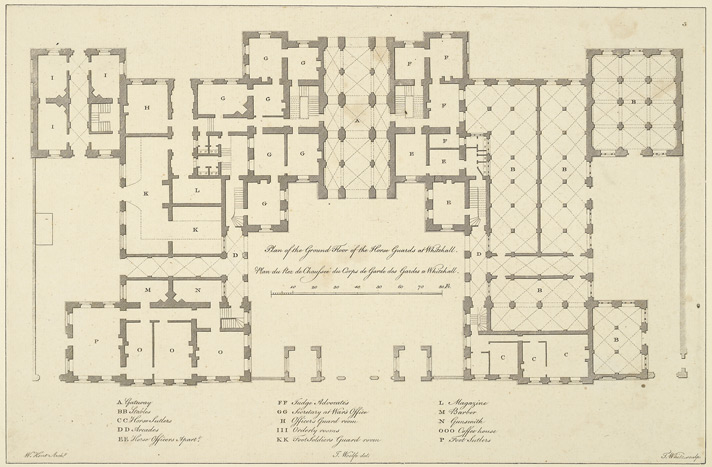
Plano original del edificio datado en 1750, año de comienzo de los trabajos. Ya que Kent murió dos años antes, no se sabe con certeza si este esbozo fue realizado por él, o por su sucesor, John Vardy, basándose en sus instrucciones.

El primer edificio en este lugar fue mandado construir por Carlos II de Inglaterra en 1663, al comienzo de la Restauración inglesa, como una estructura adyacente a los establos de la caballería, que en tiempos de la Mancomunidad de Inglaterra se encontraban en el extenso cour del palacio de Whitehall (que durante el período Tudor servía como Tiltyard, un recinto usado para los torneos de justa). Se erigió en ladrillo rojo de arcilla en un campo céntrico con una torre de reloj, bajo la cual un paso arqueado conectaba Whitehall con St. James's Park. En el lado de Whitehall, frente a la puerta del palacio, dos alas cercaban un patio con dos grandes garitas (aún existentes a día de hoy) custodiadas por guardias de las tropas montadas. Solo se permitía el acceso al parque —entonces un jardín privado encerrado— al monarca y aquellos de sus cortesanos favoritos que tenían en su posesión uno de los pases confeccionados en marfil especialmente a este fin (una tradición que aún se mantiene hasta nuestros días, si bien los pases actualmente están hechos de plástico).
El edificio cubrió la mayor parte del área que antaño servía para los torneos (aunque por aquel entonces esa tradición hacía algún tiempo que había dado lugar al menos «caballeresco» espectáculo de hostigamiento de osos), salvo en su parte sur, que quedaba al descubierto. Según planos conservados de la época, las dependencias del norte del edificio pertenecían a una tal señora Kirke (posiblemente viuda del valido de Carlos II, George Kirke, quien también tenía dependencias en el sur del palacio de Whitehall), antes de convertirse posteriormente en la Admiralty House.
Ese primer edificio fue planeado para servir de cuartel de la Guardia del Rey, capaz de albergar hasta cien caballos en sus establos en la planta baja (guardia montada), más dependencias separadas para los guardias a pie. Aunque tanto unos como otros formaban la Guardia del Rey, es cuando el edificio empieza a conocerse por el nombre de Horse Guards (‘los Guardias a Caballo’). Este, sin embargo, no serviría mucho tiempo con su propósito original, después de que en 1698 un gran incendio arrasara el palacio de Whitehall, obligando a trasladar la corte al palacio de St. James. Con ello, ya no hubo sentido seguir teniendo a la Guarda de Rey en Horse Guards, que pasaría a servir para controlar el pasillo ceremonial de acceso al St. James's Park desde Westminster, con un uso cada vez mayor como oficinas administrativas de un creciente ejército regular, sobre todo después del Acta de Unión de 1707, con el que se convirtió en dependencias del Ejército del recién fundado Reino de Gran Bretaña.

#### Las tropas
Antes del reinado de Carlos II no hubo una guardia real propiamente dicha; el cuerpo de la ‘Guardia de la vida del rey’ (Royal Life Guards) anterior a la Restauración de los Estuardo fue formado por los llamados Gentlemen Pensioners («caballeros jubilados»). En 1676, más de una década tras la inauguración de Horse Guards, el rey ya disponía de cuatro regimientos de guardias montados y a pie.
El Regimiento a Pie del Rey (King's Regiment of Foot), comandado por el realista John Russel, consistía en 24 compañías, mientras que los otros tres regimientos contaban con 2280 soldados en total, incluido el Regimiento del Duque de York (Duke of York's Regiment), con 720 efectivos, y el 1st Royal Dragoons. El Regimiento a Caballo (Regiment of Horse), al mando del último conde de Oxford (Earl of Oxford), Aubrey de Vere (por el que fue conocido como Oxford Blues) constaba de tres unidades: la Tropa a Caballo del Rey (King's Troop of Horse), bajo el mando del duque de Monmouth, la Tropa de la Reina (Queen's Troop), al mando del conde heredero de Berkshire y el Duque de York (Duke of York's), al mando del marqués de Blanquefort (y a la muerte de este, del conde de Feversham). Un retrato del conde de Oxford en su armadura adorna hasta hoy el comedor principal del regimiento.
Todas estas unidades se amalgamarían posteriormente en el Royal Horse Guards.

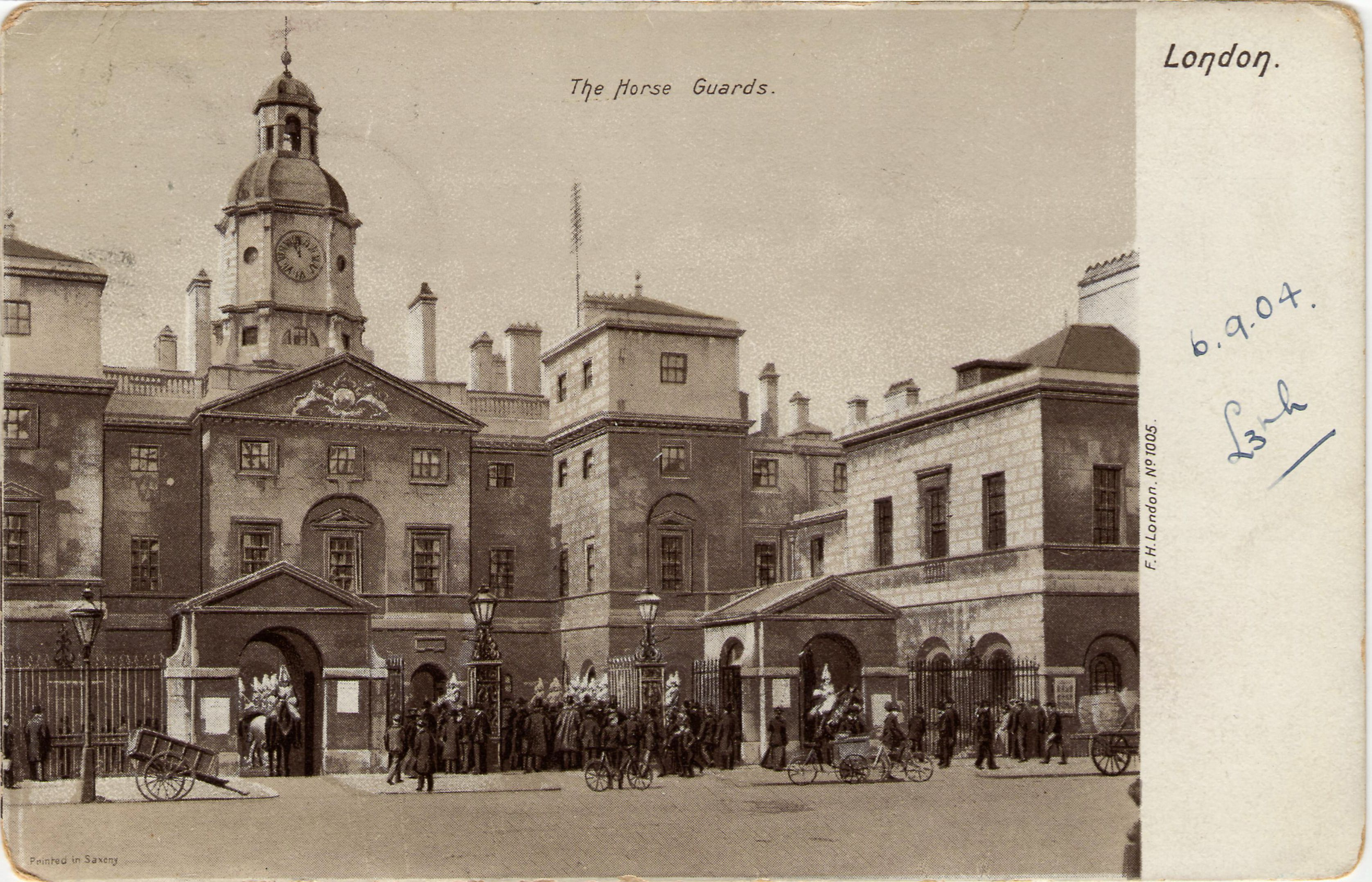
Una postal enviada el 6 de septiembre de 1904, mostrando la entrada a Horse Guards desde la calle principal (Whitehall).

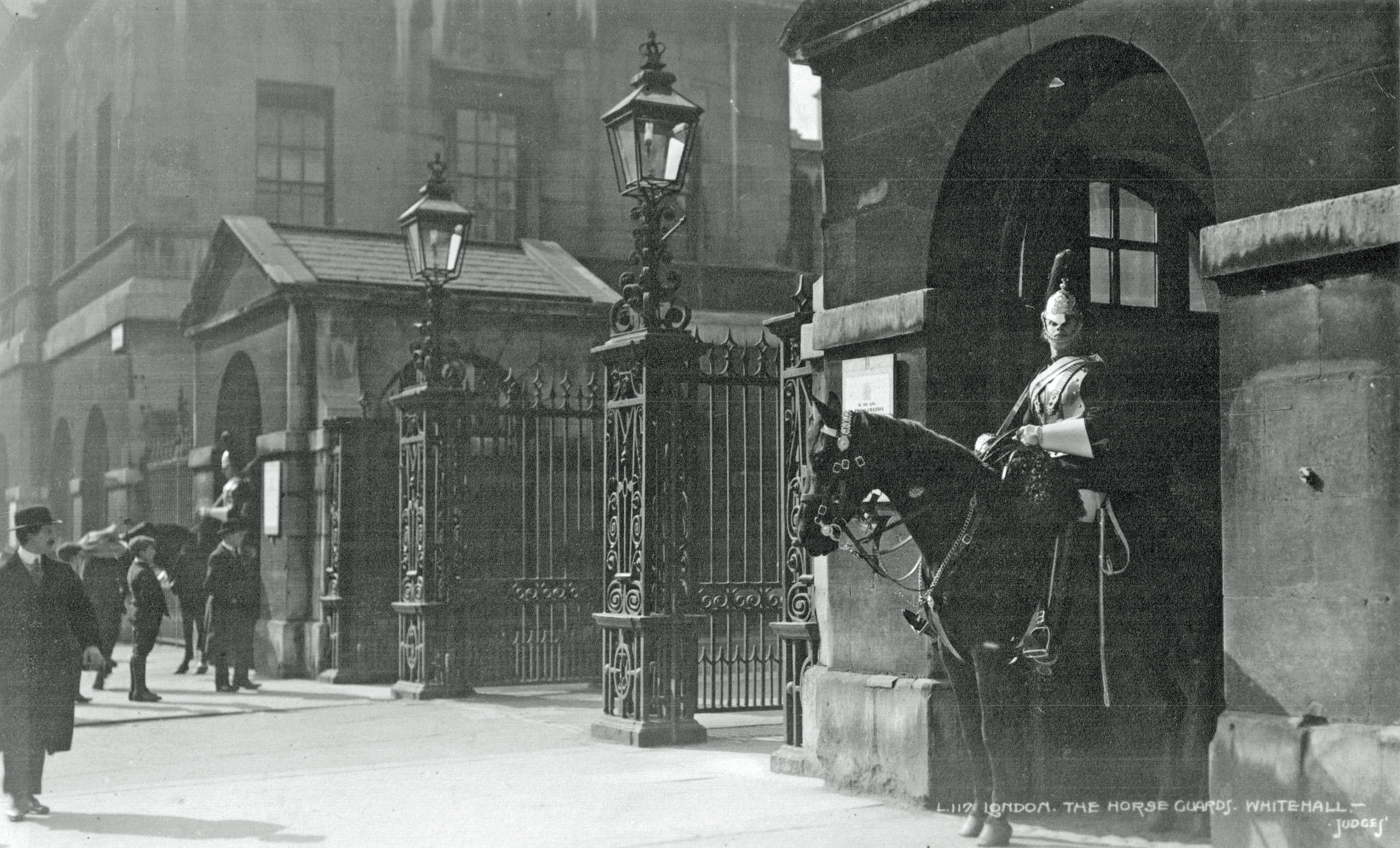
Imagen de 1910 de un guardia montado del Regimiento de los Guardias del Rey en una de las entradas al edificio, dirigiéndose hacia Whitehall.

### Construcción del edificio actual
En las siguientes décadas, el uso del edificio para las oficinas militares de un imperio en expansión abarrotaría la estructura, que con los años se convertía en inestable, con un acelerado ritmo de deterioro; hasta llegó a suponer un peligro para los centinelas, debido a los trozos de mampostería que se desprendían encima de sus cabezas, y las chimeneas, muy desgastadas, a pesar de su constante limpieza se incendiaban esporádicamente. A partir de cierto momento se consideraba demasiado peligroso para dejar pasar el carruaje de la familia real por el arco de entrada. En 1745, el rey Jorge II de Gran Bretaña encargó a William Kent la construcción de un nuevo edificio en el más moderno estilo palladiano, entonces muy de moda (especialidad de Kent en el campo del diseño arquitectónico e interior). El arquitecto londinense, que dispuso la construcción del edificio en piedra de Pórtland y tejas de pizarra de Gales, tuvo que reutilizar el mismo terreno, y aun así logró duplicar el espacio interior de la estructura, mientras conservando esencialmente los mismos planos del edificio original.
Sin embargo, Kent moriría en abril de 1748, incluso antes de la demolición del antiguo edificio, con que los trabajos, que comenzarían en 1750, se realizarían bajo la dirección de su anterior asistente, el arquitecto John Vardy (luego jefe de la Office of Works y responsable de algunos de los proyectos arquitectónicas más notables de Londres), y su socio, el arquitecto William Robinson. Antes de comenzar los trabajos, el comité de Obras (Board of Works), durante su revisión de los planos en 1749, propuso que:
    «... el edificio principal alojara la sala de consejos de guerra, una capilla —que Vardy colocaría directamente encima del portal—, un despacho para el secretario en Guerra (Secretary at War), las dependencias del fiscal general del Ejército (Judge Advocate General), una sala de juntas, sitio para los comisionados del Hospital Real de Chelsea y dos habitaciones para los oficiales de los guardias montados. A su vez, el extremo sur del edificio y su patio podrían albergar la sala de guardias y habitaciones para los oficiales de la guardia a pie, además de una casa de provisionamiento para oficiales —la Horse Guards Sutling House—, entre otras comodidades».
El proyecto, con un coste total de 65 000 libras esterlinas de la época (unos 18 millones en el valor actual), tardaría casi diez años en completarse. Si bien, ya a medio camino de su construcción, en 1755, la Household Cavalry se trasladó al ala norte del edificio inacabado, que en aquella época contaba con una caballeriza para 62 monturas (frente a los 17 actuales a propósitos ceremoniales).
Las dos alas se unían al edificio central por dos pasillos de una sola planta, que entre 1803 y 1805 recibirían dos plantas adicionales. El complejo adquirió en esta etapa una disposición más formal y simétrica, característica de la época, confiriendo al edificio su aspecto actual.

#### Dotación
Originalmente, los turnos de guardia se realizaban por dos guardias montados armados, situados debajo de dos pórticos inclinados separados de la estructura y erigidos como decoración externa, que les daban cobijo del mal tiempo. El edificio en sí se convirtió además en refugio para otras tropas reales destinadas en Londres durante los tormentosos meses del invierno.

### Relación con los edificios de la Armada
Cuando se construyó el edificio original, la mitad norte de Whitehall aún no se había convertido en terreno del Almirantazgo (nombre que recibían los terrenos antaño reservados para el mando de la Marina Real británica). Desde su creación a finales del siglo XVI hasta la reforma militar de finales de los años 1950 a comienzos de los 1960, la Armada británica era una institución completamente separada del Ejército británico, con el Almirantazgo como un órgano independiente que gozaba, más allá del prestigio histórico y los títulos que conllevaba, también de terrenos en zonas céntricas para sus edificaciones. Cuando se inauguró el nuevo edificio de Horse Guards, ya colindaba al norte con el terreno perteneciente al Antiguo Almirantazgo, construido un par de décadas antes, siendo gran parte de la extensión urbanística al norte de Horse Guards ya reservada para los futuros edificios del Almirantazgo (si bien la mayoría de las estructuras que actualmente se recogen en esta definición son bastante más tardías).

### SigloXIX
Durante el siglo XIX Horse Guards alojó las oficinas del secretario en Guerra, la mayoría pertenecientes a la Oficina de Guerra —que tuvo en este lugar su primera sede administrativa definitiva—, además de las oficinas del jefe del Estado Mayor del Ejército británico. Es por eso que durante décadas el término ‘Horse Guards’ se utilizara como metonímico tanto para el cuartel general como para el alto mando del Ejército británico (lo mismo en la lengua popular que dentro de las propias fuerzas armadas). Adicionalmente, el edificio alojaba las oficinas del Adjutant-General (general adjunto) y Quartermaster-General (en traducción laxa, Intendente General). La función del edificio como cuartel general fue mencionada por primera vez por Peter Ludlow (primer conde de Ludlow), quien describió en sus memorias el despacho donde se reunía el alto mando.
El último comandante en jefe de Horse Guards fue el príncipe Jorge, duque de Cambridge, quien se mostró tan reacio a mudarse al nuevo edificio de la Oficina de Guerra en la Casa de York en la calle Pall Mall, que la propia reina Victoria tuvo que ordenarle por decreto en 1858 que abandonara el edificio (la misma Oficina de Guerra se trasladaría a principios del siglo XX a su icónico edificio neobarroco en Whitehall, hoy un hotel de lujo).

## Arquitectura
El edificio neoclásico georgiano, a pesar de haber sido concebido para servir a las tropas del rey destinadas a Westminster —lugar donde radicaba el alto mando y la propia monarquía—, nunca fue pensado para ser ostentoso, habiendo prescindido a la hora de su construcción de detalles especialmente lujosos. Tanto el bloque central como las alas se proyectaron como estructuras de tres plantas, con buhardillas que dotan a las alas de una suerte de planta adicional. En el centro de la planta baja está el pasaje que conecta Whitehall con el St. James's Park a través del terreno ceremonial de Horse Guards Parade.

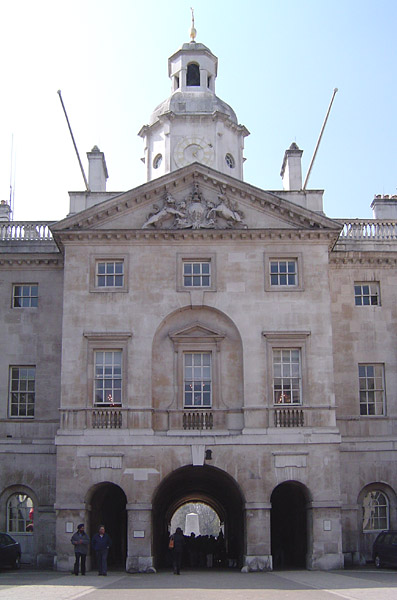
El centro del edificio con el paso arqueado visto desde Whitehall.

Sus entradas en ambas fachadas son de arco de medio punto flanqueado por otras dos entradas arqueadas más estrechas, que conducen a un espacioso interior con bóvedas de crucería y pasos arqueados que conectan los tramos, diseñado para permitir el paso seguro del carruaje real. Dependiendo de la temporada y la ocasión, los pasos del interior también son vigilados por guardias de los King's Troops.

#### Fachada oriental (Whitehall)
En la cara que da a la avenida (la entrada), Horse Guards consiste en el corps de logis, a saber, el edificio principal donde está el paso arqueado a la plaza de ceremonias, que presenta un avant-corps coronado por un frontón, y dos avant-corps angulares que constituyen los anexos con las alas, cuyas anchas fachadas quedan mucho más adelantadas al edificio céntrico hacia la calzada de Whitehall. Los tres elementos conforman un cour d'honneur, el histórico patio de la entrada que ha sido testigo de tantas ceremonias y el paso de personalidades políticas y monárquicas a lo largo de su existencia. En su margen oriental, cara a la avenida, el patio aún conserva las dos garitas que servían para las dotaciones en servicio en Horse Guards (actualmente son dos de los puntos simbólicamente custodiados por guardias montados). Bajo las «mangas» de ambas alas se extienden pasillos abovedados abiertos hacia el interior del patio (el del norte más ancho y espacioso).

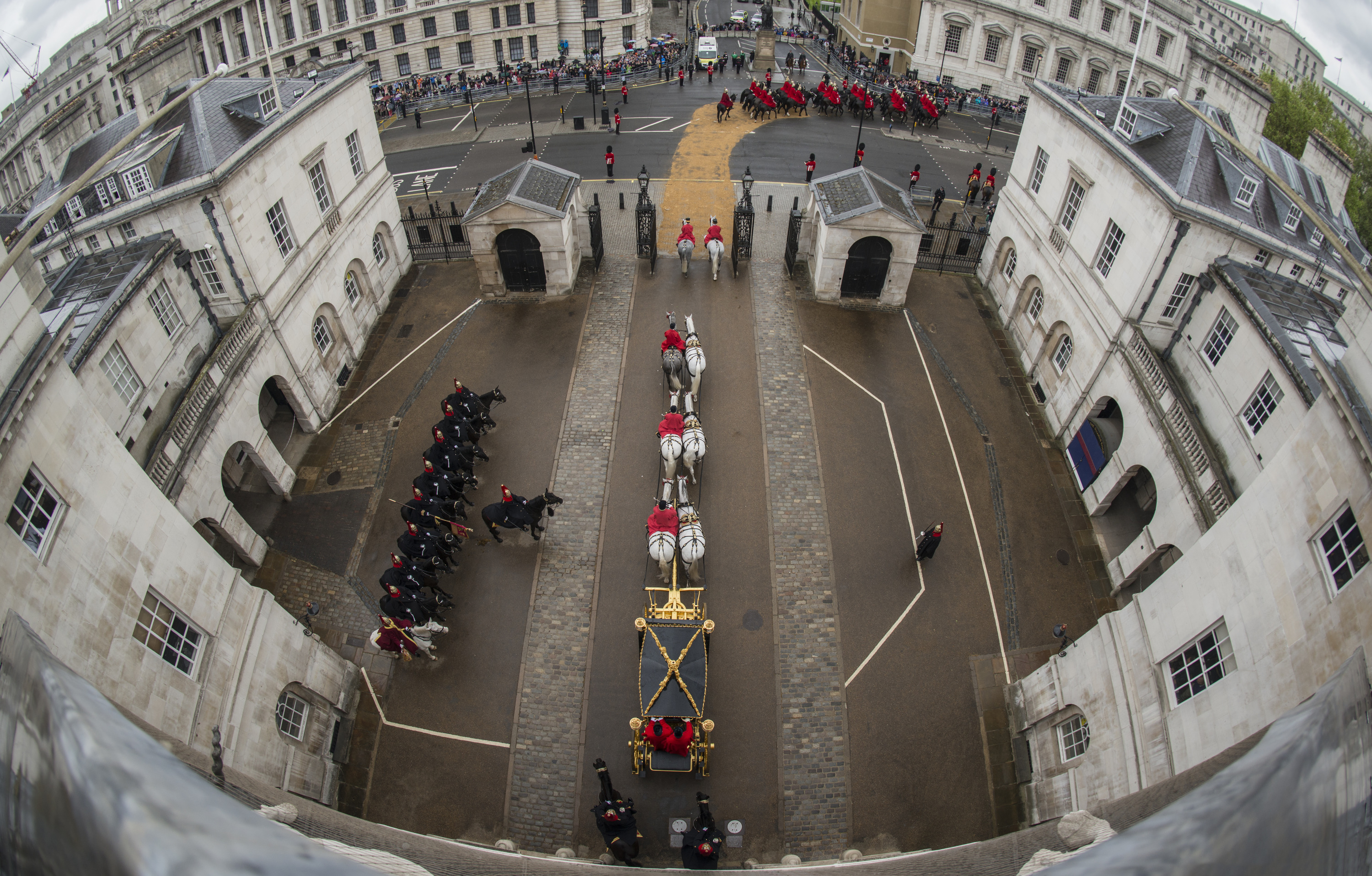
La reina Isabel II escoltada por tropas montadas de la Household Cavalry en su paso por el cour d'honneur a la salida de Horse Guards durante la ceremonia de apertura del Parlamento.

La fachada en este lado exhibe un estilo arquitectónico atribuido principalmente a Vardy, cuya influencia queda patente en un diseño menos robusto y rústico que el de la fachada occidental, aunque en línea con el estilo de Kent, sobre todo con respecto a los elementos prestados del otro lado del edificio, como sus ventanas alargadas. Estas, atípicas en las construcciones en torno a Whitehall, destacan sobre todo en el bloque principal debido a su ubicación céntrica, en la planta por encima del paso arqueado. Estas ventanas, rematadas por tres más pequeñas en el piso superior, incluyen balaustradas decorativas de piedra empotradas en la fachada (un elemento que se repite también a ambos lados del edificio principal y, con pequeñas diferencias en forma y tamaño, en las alas); la principal de ellas, en el medio, está enmarcada en un arco ciego de medio punto (a modo de hornacina) y coronada por un pequeño frontón. El gran frontón que corona esta parte del edificio, directamente debajo del reloj, muestra en relieve el escudo de armas real (originalmente con el blasón de Jorge II), que ocupa la mayor parte del elemento, que a su vez no incluye ninguna decoración adicional.
Más austeras todavía son las alas norte y sur, que presentan un estilo arquitectónico similar, rematadas por sendos frontones con un ojo de buey cada uno, siendo su único elemento decorativo. Ambas alas cuentan con un avant-corps propio y presentan en su planta baja ventanales arqueados de estilo veneciano empotrados en hornacinas de la misma forma. Según los hermanos Robert y James Dodsley, la estructura resultante del edificio en su totalidad le confería en este lado un «aire apropiado de fuerza y sencillez».

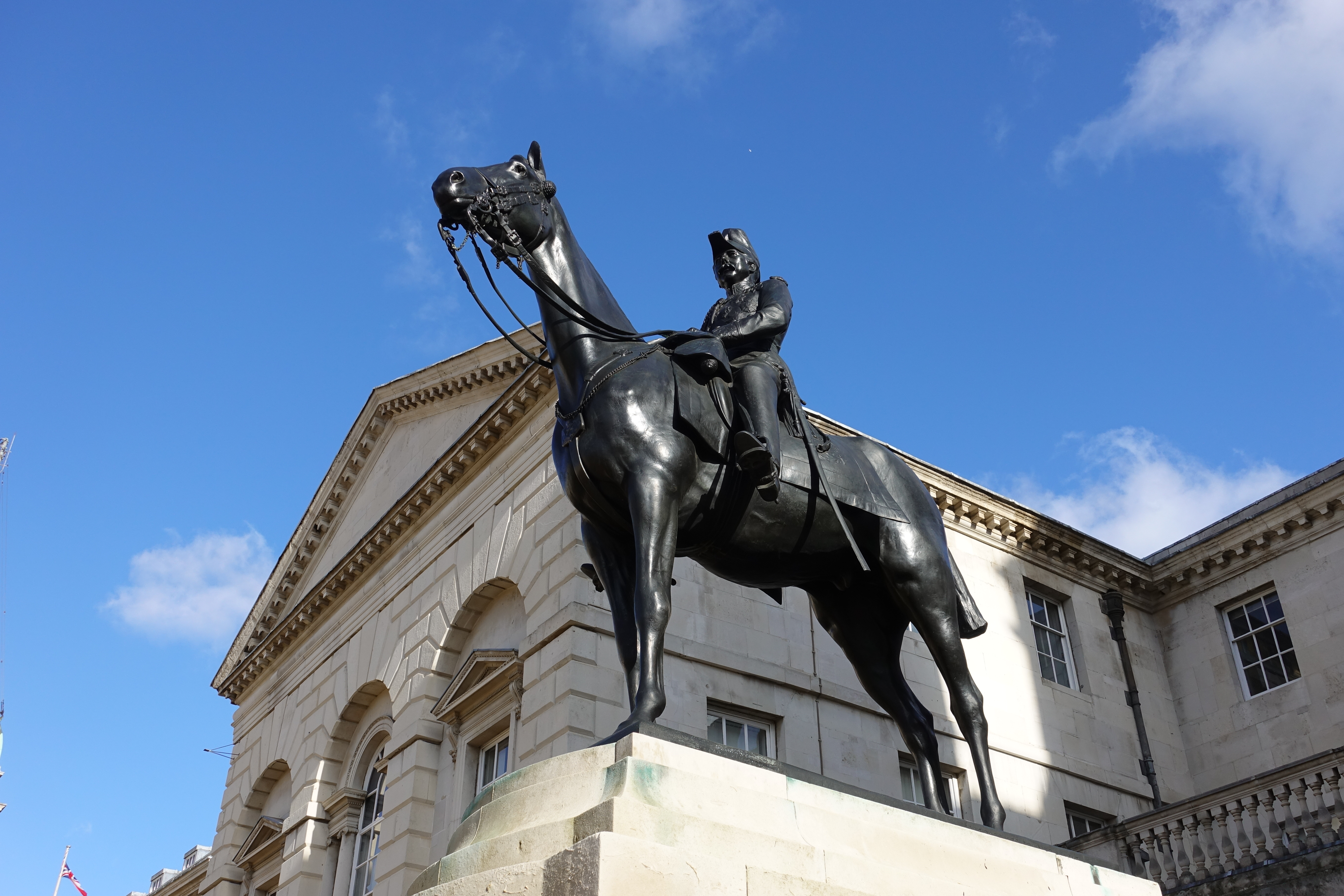
Estatua ecuestre del mariscal Garnet Wolseley, comandante en jefe del Ejército británico, a las afueras del edificio.

#### Fachada occidental (Horse Guards Parade)
Desde la fachada que da a la plaza de ceremonias, Horse Guards se convierte en un edificio más alargado con tres partes adelantadas: el edificio céntrico (que en la fachada oriental es el más atrasado de la estructura) y dos bloques que forman las extremidades del complejo, que no corresponden a los avant-corps angulares y las alas del lado de Whitehall, cuya cara en este lado está más atrasada y completada por estructuras de una sola planta que forman dos pequeños patios, en medio de los cuales se erigen dos estatuas ecuestres sobre pedestales (una de Garnet Wolseley y la otra de Frederick Roberts). Estos bloques están rematados por tejados a dos aguas con frontones enmarcados pero austeros, mientras que el centro del edificio tiene la forma de una estructura entre dos torres cuadradas, rematadas con pequeños tejados piramidales a cuatro aguas (llamados «pabellones»).
Este lado del edificio exhibe el estilo robusto y sólido característico de Kent, expresado por medio del una disposición axial, que se hace más patente en la cúpula central, el carácter rústico de la mampostería con sus fuertes y sencillas hiladas —más resaltado en la planta baja con un almohadillado rústico— y un entablamento principal con cornisa de modillón y friso pulvino. Las ventanas alargadas exhiben una mezcla de remate en arco (ventanas venecianas) y ventanas rectangulares con pequeños frontones en relieve, las primeras enmarcadas en arcos ciegos de medio punto (también las rectangulares en las fachadas de ambos extremos), y todas adornadas con una pequeña balaustrada. El marco de la ventana céntrica es algo más ancho que los demás, y corresponde a la anchura del paso arqueado en la primera planta. En esta fachada las hornacinas arqueadas son más profundas que en el lado de Whitehall, e incluyen decorado clásico en forma de pilastras jónicas (con unas sencillas volutas). Tanto estas como las demás ventanas del edificio bordean láminas de vidrio divididas en cuadros (estilo veneciano). La planta baja cuenta con cinco puertas arqueadas (tres correspondiendo al paso a Whitehall y una en cada extremidad), flanqueadas por el mismo tipo de ventanas arqueadas que se dan en la otra fachada del edificio.
El edificio principal está rematado con una amplia balaustrada que rodea una terraza en la azotea, en cuyo centro está la torre del reloj, con su cúpula y linterna que alberga las campanas del reloj (véase a continuación).

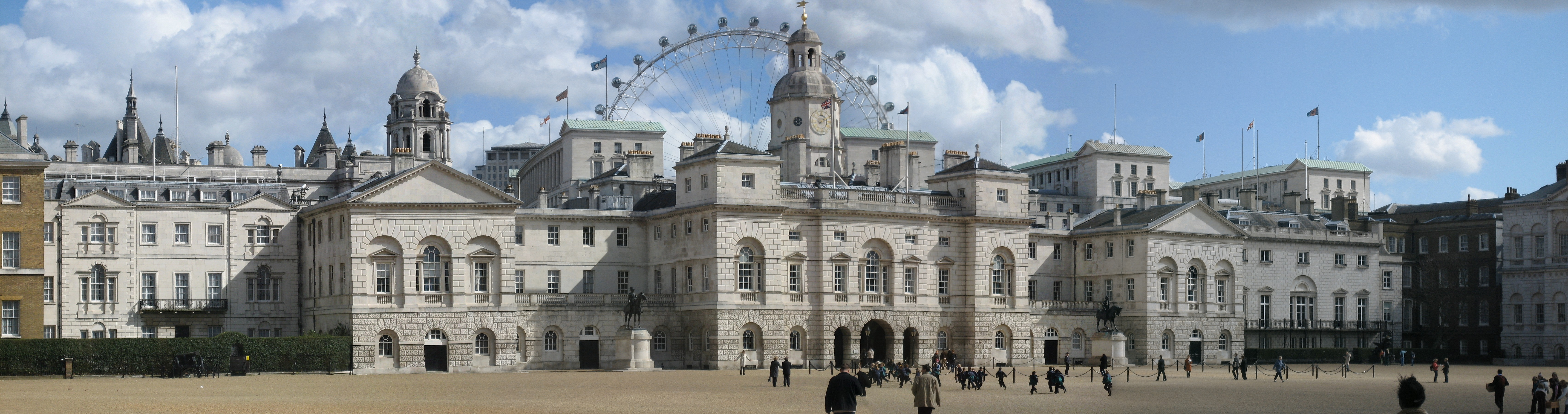
Una panorámica del edificio entero desde el Horse Guards Parade

### Interiores
La planta inferior es un espacio abierto que reúne varias bóvedas interconectadas por medio de arcos, diseñado para el paso de carruajes y personas, y parte del cual alberga actualmente el museo del edificio. En los pisos primero y superior se conservan algunas habitaciones de considerable interés arquitectónico, como la del comandante en jefe del Ejército —antiguamente conocida como la Sala Levée—, el vestíbulo, que forma la parte inferior de la cúpula, o la biblioteca. Todas las habitaciones del primer piso están revestidas a la manera de la época y presentan las mismas características arquitectónicas y de diseño interior, incluidas unas robustas chimeneas. Las escaleras son de piedra con sencillas balaustradas de hierro, y las del sótano tienen los postes de piedra.
La sala más notoria del edificio está situada sobre el pasillo central, con vistas al desfile del Horse Guards Parade. Antiguamente conocida como sala del Alto Mando Oriental, fue originalmente destinada a los juicios militares (la Court-Martial Hall), y en distintas épocas albergaba los despachos de personalidades como Federico de York (el duque de York y Albany, quien popularmente se considera el Grand Old Duke of York), y, más tarde, el duque de Wellington, Arthur Wellesley, héroe de las guerras napoleónicas. Las paredes están revestidas a tres alturas con un riel del dado moldurado y un friso adornado, rematado con una cornisa de modillón. El techo está dividido en paneles por bandas molduradas con ornamentos de guilloché. Una de las principales características de la sala es la ventana veneciana (antes descrita desde el exterior del edificio), con pilastras jónicas estriadas que sostienen el entablamento. El manto de la chimenea es de mármol gris, con la repisa apoyada en celosías con volutas. El escritorio oval original de Wellington aún se conserva en esta misma habitación, y tiene incrustado una placa de latón con la inscripción «Esta mesa fue utilizada con frecuencia por el mariscal de campo el duque de Wellington, K.G. durante su mandato como comandante en jefe, 1842-52. Fue restaurada en esta sala por el mariscal de campo, el duque de Connaught, K.G., inspector general de las Fuerzas, en 1904» (K.G. significa Knight of the Garter, caballero de la Orden de la Jarretera). La sala sigue siendo utilizada a fines militares.
El vestíbulo, de planta octogonal, se eleva hasta la altura de la cámara del reloj en la cúpula. Presenta un diseño especial, con sus paredes divididas en tres niveles: el inferior con nichos semicirculares y puertas arqueadas, con un entablamento de orden dórico que contiene tablillas en el friso, en las que se alternan las iniciales «G.R.» y la fecha «1759» bajo una corona real; el superior, con superficies marcados por nichos y pequeñas hornacinas, con ventanas semicirculares; y el remate del conjunto, con un techo abovedado que descansa sobre cerchas angulares.

### La torre del reloj

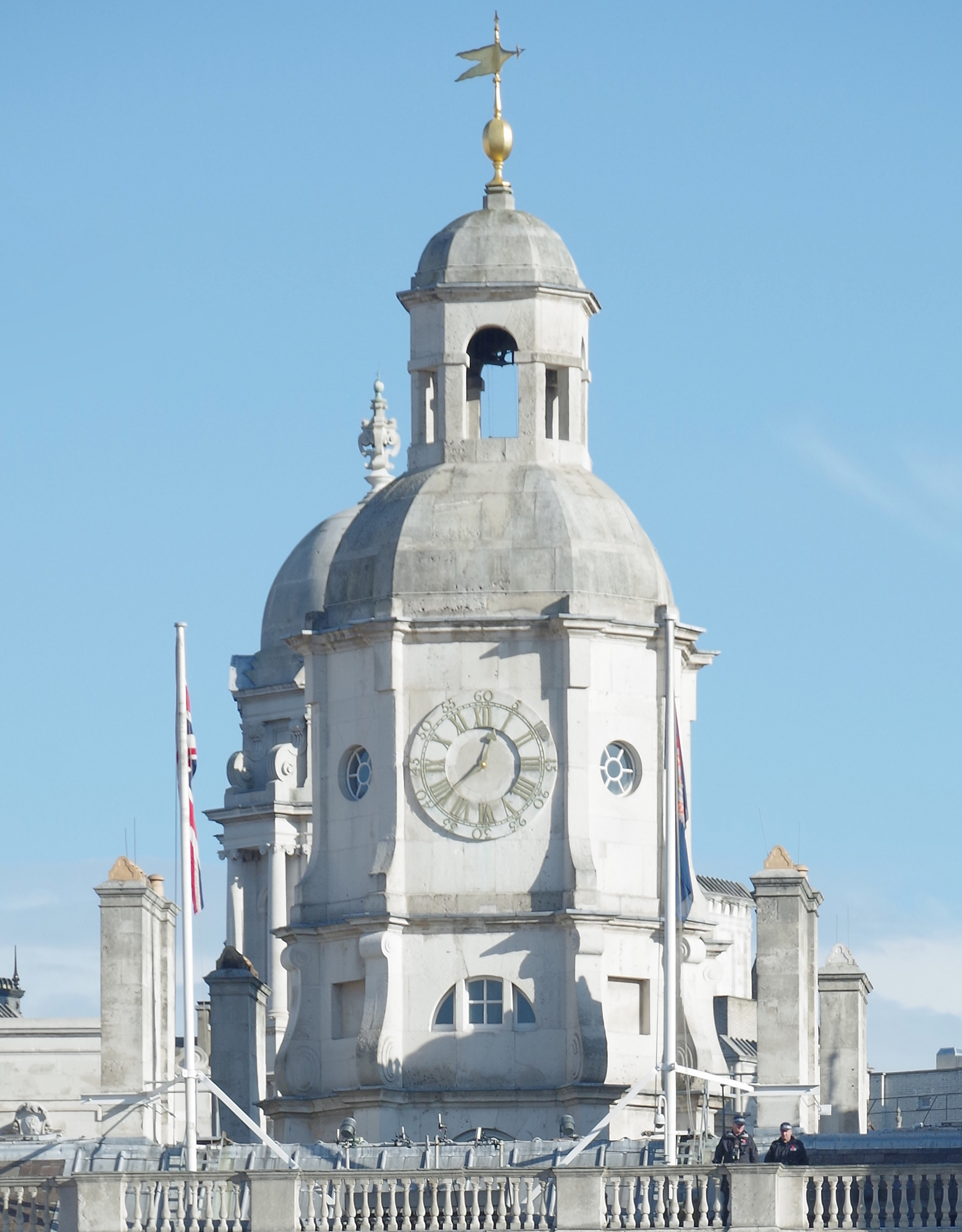
La torre de reloj de Horse Guards, hacia el oeste.

Uno de los elementos más emblemáticos de Horse Guards es su torre de reloj, erigida sobre la entrada arqueada en el centro del edificio, que mantuvo el estilo barroco del edificio anterior, resultando en una peculiar mezcla de estilos. La torre está rematada por una cúpula, coronada con una linterna.
El reloj en sí fue originalmente fabricado por Thwaites en 1756, si bien entre 1815 y 1816 fue rediseñado por el relojero real de Jorge III, Benjamin Lewis Vulliamy. Tiene dos caras —ambas esferas de 2,3 m de diámetro—, una dando a Whitehall y la otra al Horse Guards Parade, con numeración romana para las horas y arábiga moderna para los minutos. La mancha oscura en el minuto 10 (sobre el número romano II), a ambos lados de la torre, marca, supuestamente, el momento de la ejecución de Carlos I de Inglaterra en 1649, que tuvo lugar en la calzada frente a Horse Guards.
Las tres campanas del reloj están suspendidas del techo de la linterna, bajo su pequeño tejado abovedado de piedra; una pare marcar las horas y las otras dos para las campanadas de los cuatros de hora (este método de picar los cuartos con dos campanas se denomina localmente «Ting-Tang» por el efecto sonoro que se produce). La campana de las horas lleva la inscripción Long live the King 1789 («Viva el Rey 1789», siendo el año de su confección), mientras que las campanas de los cuartos tienen grabada cada una la inscripción Fear God and honour the King («Temed a Dios y honrad al Rey»); estas fueron confeccionadas un año más tarde, en 1790.
Antes de la inauguración del reloj del Big Ben, en 1859, fue el principal y el más preciso reloj público de Westminster. Durante muchos años, cuando se quería subrayar la precisión de una cosa, se usaba la expresión «tan preciso como el reloj de Horse Guards»). De hecho, la «autoridad» del tiempo que marcaba el reloj era comparable a la esfera de Greenwich, cualidad por la cual Thomas Moore le mencionó en sus escritos. Actualmente, la torre y su reloj tienen usos ceremoniales (como marcar el comienzo de la ceremonia Trooping the Colour, véase a continuación).

### Crítica
La sencillez arquitectónica del edificio en comparación con otras construcciones del entorno, decoradas con columnas, capiteles y demás elementos clásicos, no gustó a todos los críticos de la época. Los Dodsley criticaron la carencia de detalles decorativos, además de la baja altura del pasaje arqueado y su austeridad, sobre todo teniendo en cuenta que iba a servir entre otros al rey en su camino desde la Cámara de los Lores al parque o hacia el palacio de St. James., y viceversa; por lo que, según dejaron reflejado en un artículo publicado al año siguiente a su inauguración, el arco de la entrada debería haber sido más alto y «ennoblecido». Se cuenta que la primera vez que el carruaje real intentó pasar por el arco de la entrada, hubo que retirar la corona y demás ornamentos que decoraban su techo, para que no rozaran contra la clave y las dovelas superiores del arco. A su vez, el artista satírico William Hogarth publicó una sátira criticando las proporciones de la edificación.
Además, la decisión de Kent de conservar en su nuevo edificio la torre original de estilo barroco tampoco gustó en su momento a todos. El influyente editor Charles Knight describió la nueva obra como «el edificio más feo de la metrópoli» debido a esta elección arquitectónica. Si bien, las críticas más tardías en este respecto serían más benévolas, entendiéndolo como un aprecio hacia la arquitectura conservacionista por parte de un artista conocido precisamente por sus métodos modernos para la época.
En canto a la fachada oriental, el arquitecto y paisajista de finales del siglo XIX Reginald Blomfield criticó en su libro A History of Renaissance Architecture in England, 1500-1800 que con su diseño, Vardy mostró que no tenía la más mínima idea sobre arquitectura gótica, aunque lo cierto es que Vardy nunca tuvo intención de aplicar a su fachada matices góticos o ni siquiera barrocos (por más que el palladiano sea considerado actualmente parte del barroco inglés).

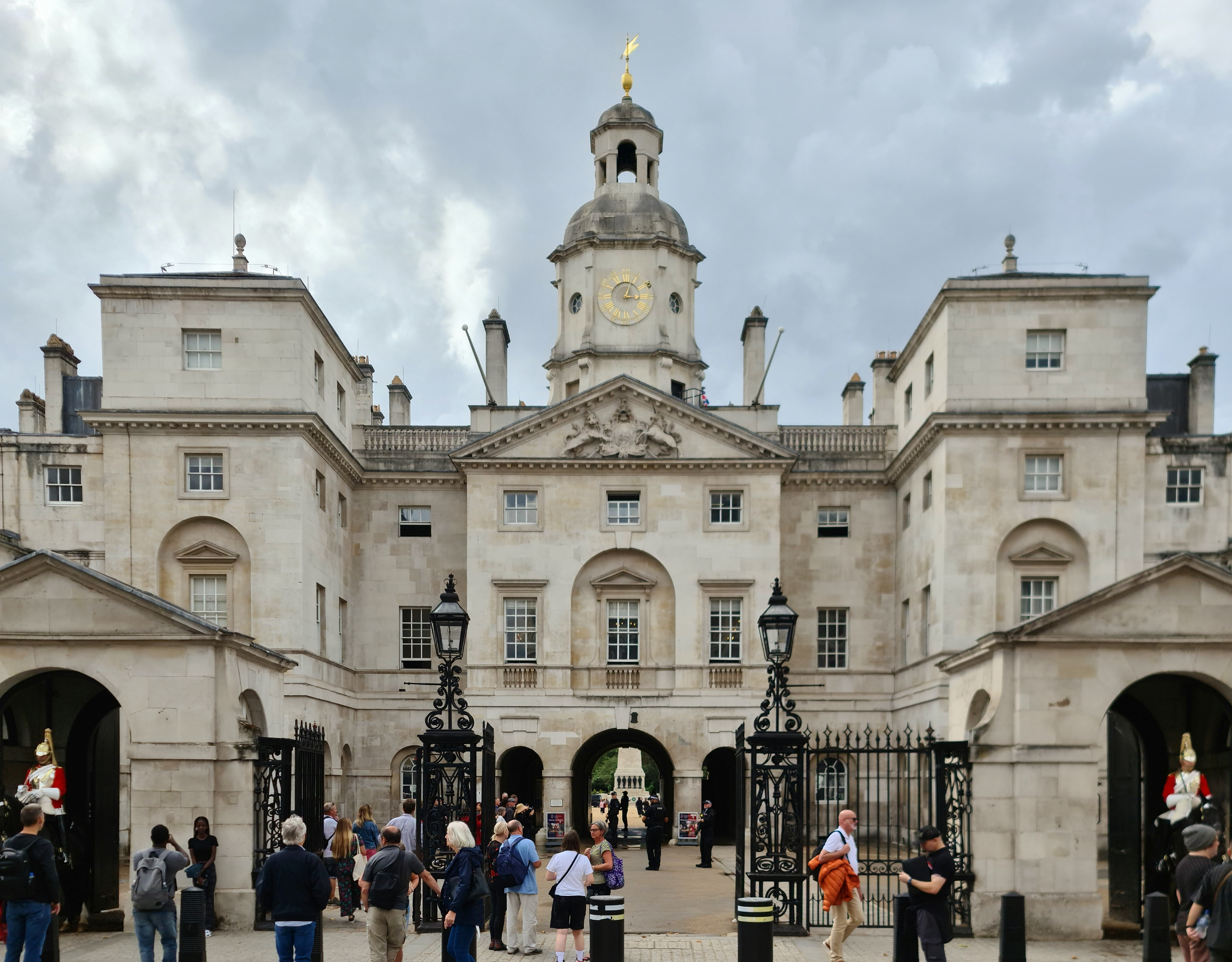
La fachada de Whitehall custo-diada por la Guardia del Rey

## En la actualidad

### Uso militar
En los años 1960, el mando del Ejército se trasladó al gran edificio del Ministerio de Defensa —el Whitehall Gardens Building (actualmente conocido como MOD Whitehall o Ministry of Defence Main Building), que hace esquina con Whitehall y Horse Guards Road— junto con los jefes de Estado Mayor de las demás ramas de las Fuerzas Armadas británicas, incluido el propio jefe de Estado Mayor de la Defensa (cargo creado en 1959 como mando superior del conjunto de las fuerzas militares, solo por debajo del monarca, quien es el comandante en jefe del poder militar británico).
Desde entonces, Horse Guards sirve como cuartel general de los mandos de la Household Division y del Distrito de Londres al que pertenece (el comando militar de la metrópoli londinense), cuyas oficinas se encuentran en la sala de Wellington y despachos adyacentes. El edificio aloja además la oficina de actos ceremoniales.

### Uso ceremonial

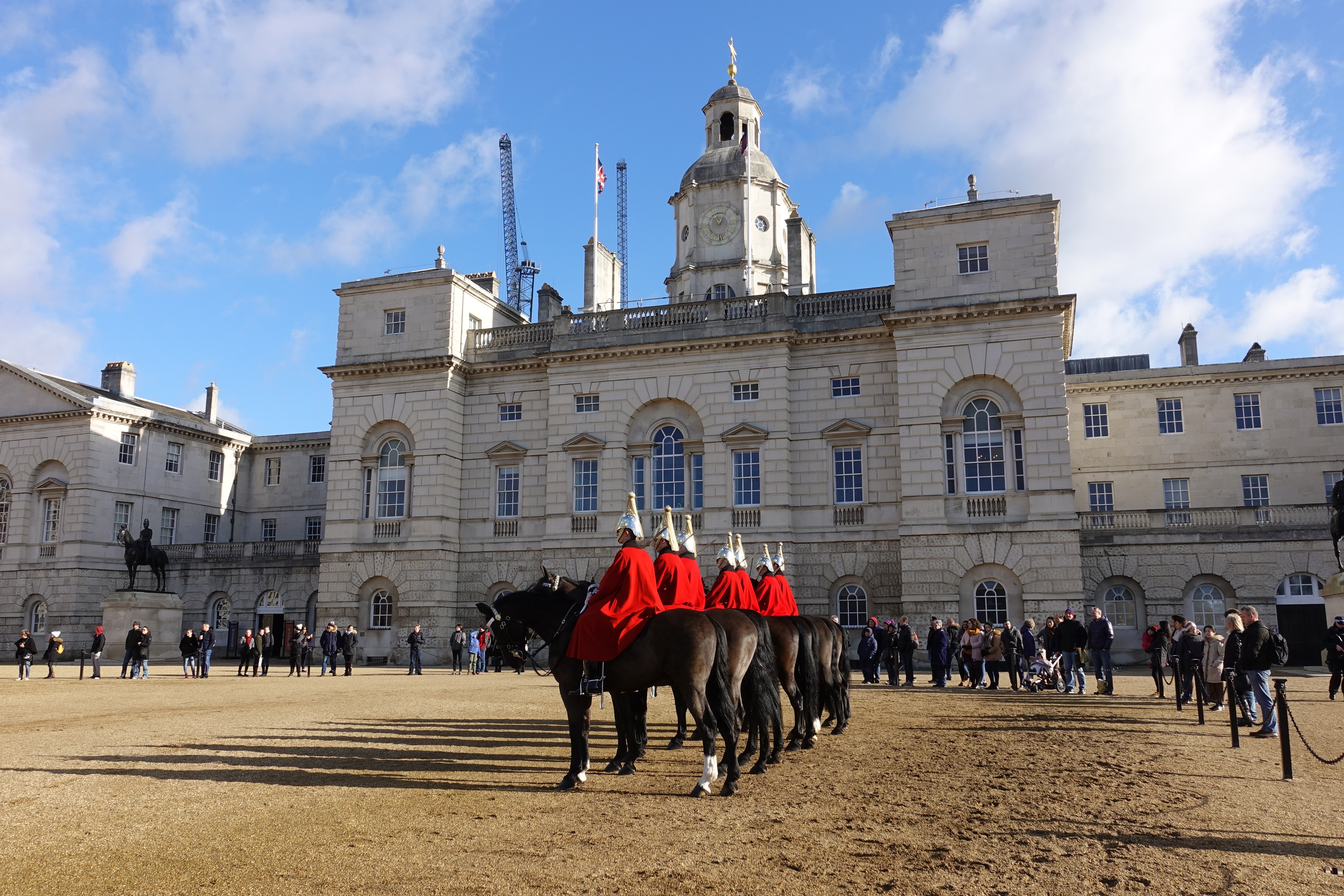
Cambio de turno de la Guardia del Rey en el Horse Guards Parade, frente al edificio.

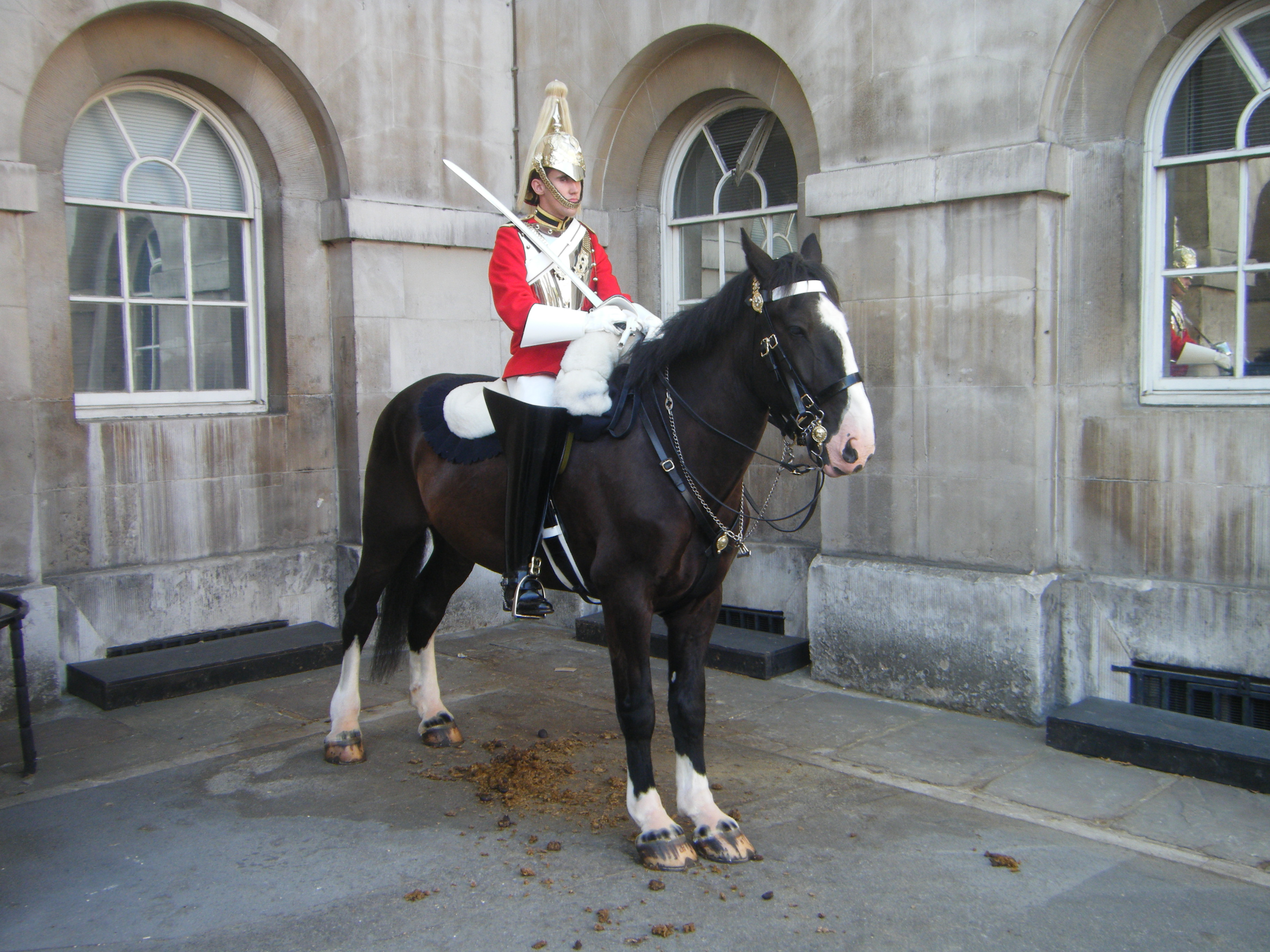
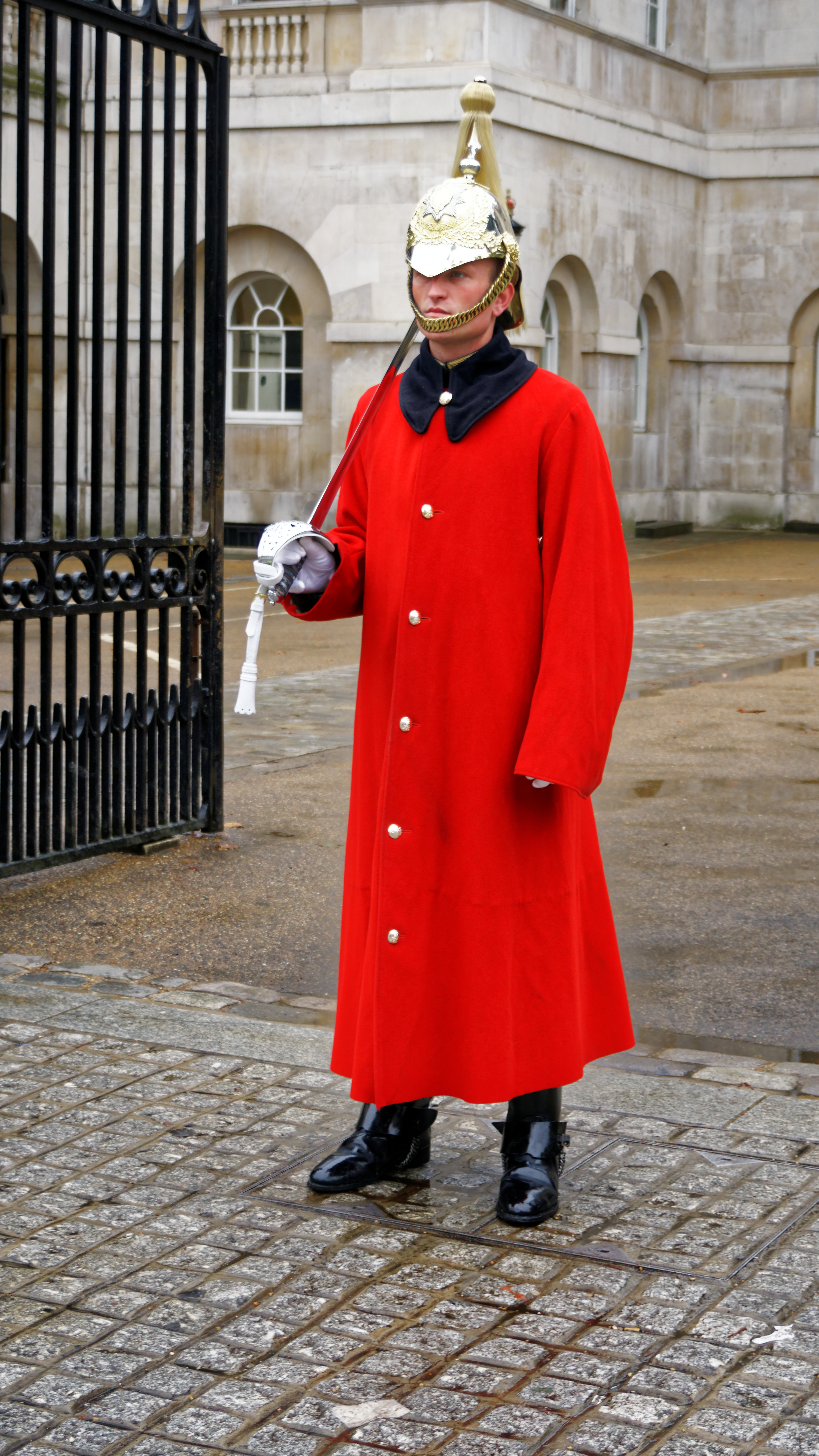
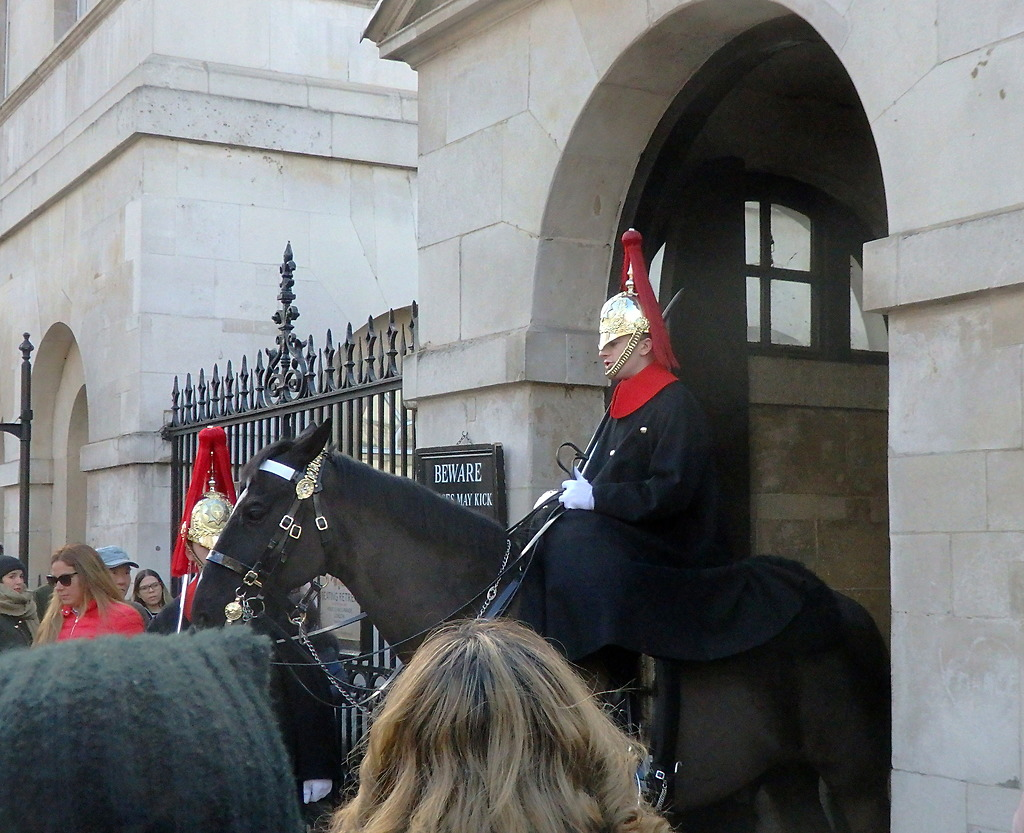
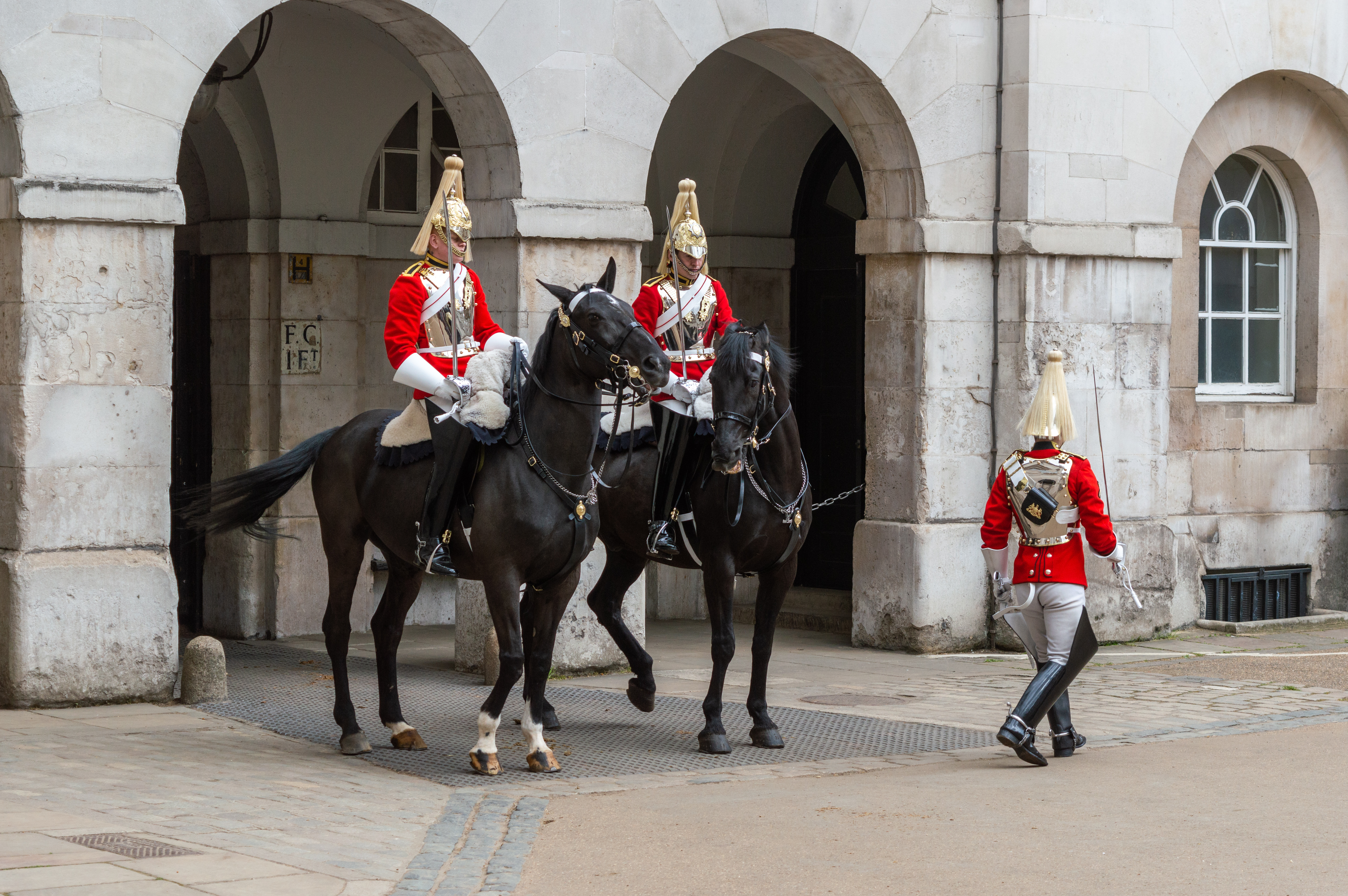
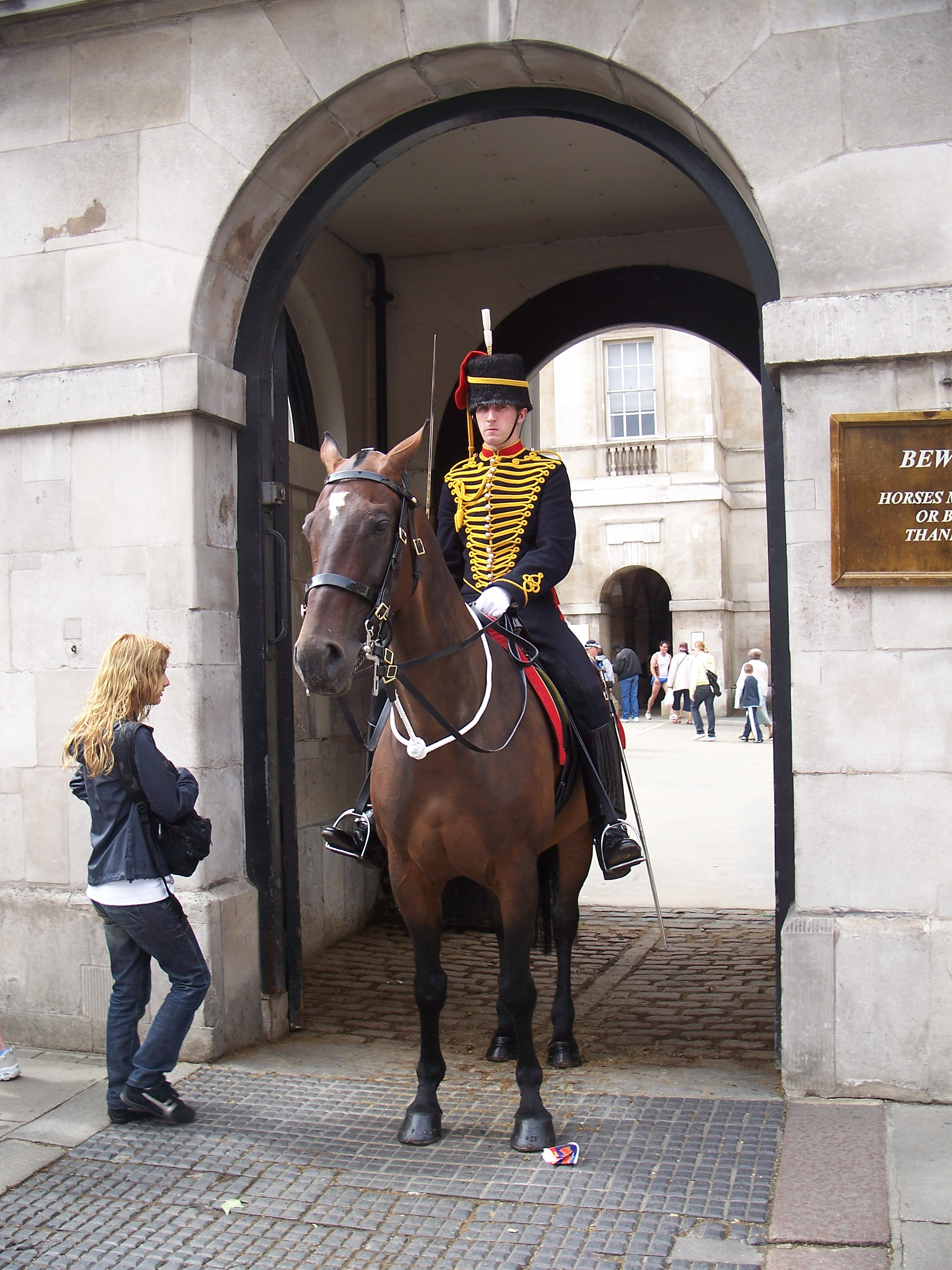

Horse Guards forma actualmente parte del conjunto monumental arquitectónico de la Ciudad de Westminster, siendo una pieza esencial del uso ceremonial del Horse Guards Parade, pues frente a él se lleva la última fase del ritual diario del cambio de turno principal de la Guardia del Rey, que parte de las Hyde Park Barracks en Knightsbridge.
En la ceremonia militar anual de Trooping the Colour (lit. ‘desfilando el estandarte real’), que se celebra cada junio, los miembros de la familia real británica, que no participan físicamente en el desfile, lo observan desde las ventanas de la oficina de Wellington, directamente encima del arco del edificio. La ceremonia comienza cuando el reloj de Horse Guards marca las once de la mañana.

### Uso museístico

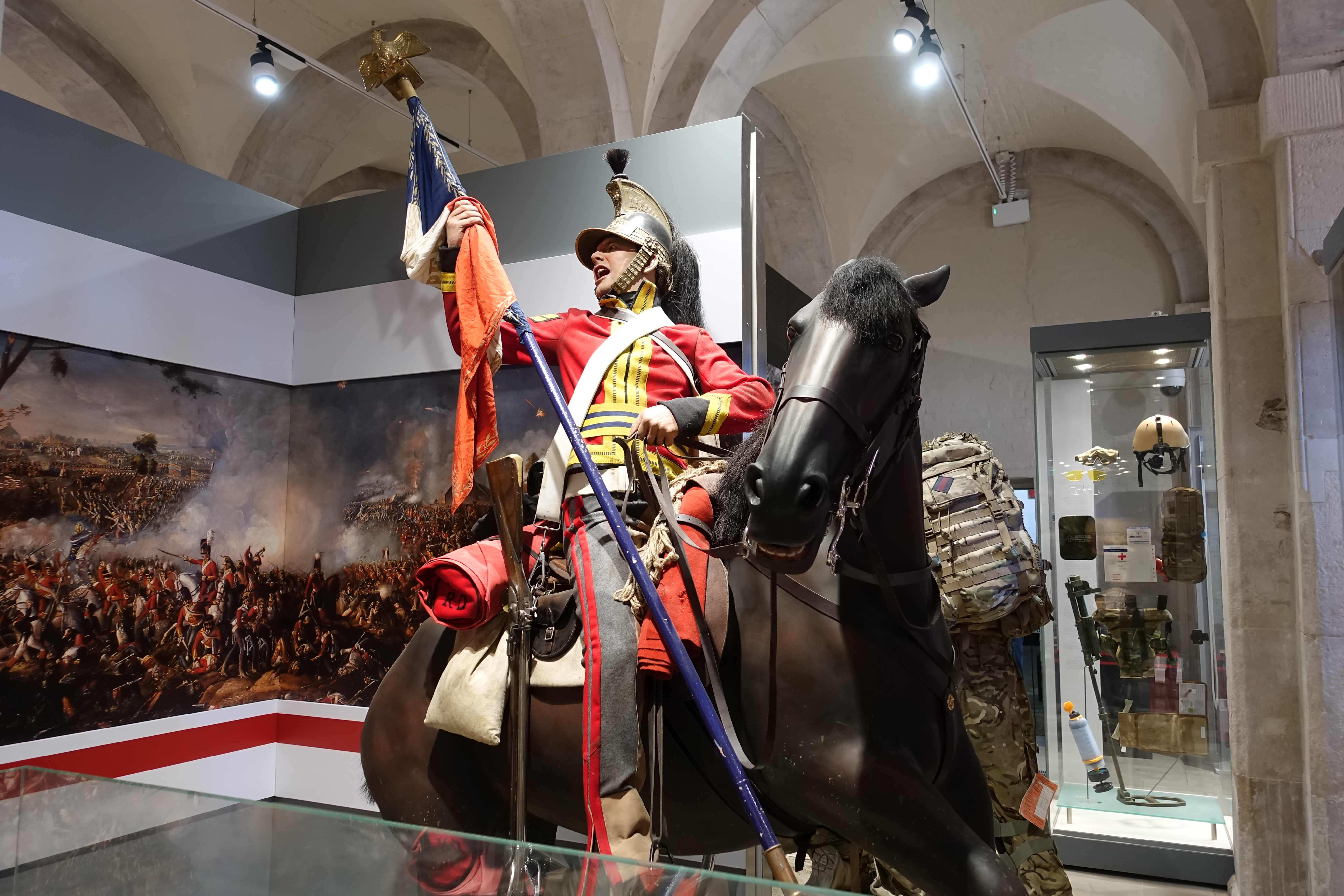
Uno de los espacios de exhibiciones del Museo de la Caballería Doméstica

El Museo de la Caballería Doméstica (Household Cavalry Museum) es un espacio museístico instalado en una sala abovedada de la primera planta del edificio, dividida por arcos, que ofrece exhibiciones que relatan la historia y presente del regimiento, su formación, su entrenamiento y sus misiones (domésticas e internacionales). La colección del museo incluye uniformes ceremoniales, insignias, estandartes reales, premios, instrumentos musicales, muebles de la caballería y platería de Fabergé, marca encargada durante siglos de la fabricación de objetos para los Royal Horse Guards. El museo también ofrece a los visitantes probar los famosos uniformes del regimiento, con sus insignias e incluso armas antiguas o inhabilitadas.
Por las tardes, el lugar se convierte en parte en museo vivo, ya que los visitantes, detrás de una mampara de cristal, pueden observar no solo los establos originales del siglo XVIII con sus bóvedas de cañón, sino presenciar la inspección vespertina de los guardias de la Household Cavalry y sus caballos. Esta rutina tiene su origen en 1894, cuando una tarde la reina Victoria se encontró a algunos de los guardias bebiendo y jugando en lugar de cumplir con su deber. La reina proclamó que el personal de la unidad sería castigado a partir de ese momento con una inspección diaria a las 16:00 durante los próximos cien años. Esta proclamación y el consiguiente «castigo» expiraron oficialmente en 1994, si bien la reina Isabel II optó por continuar con la tradición, habiéndose convertido con el tiempo en una ceremonia de interés público.
El museo está financiado y dirigido y por la Household Cavalry Foundation, una organización caritativa de carácter cristiano que ofrece además apoyo espiritual a los soldados del regimiento y sus familias.

## Actualidad

### Proyecto de renovación
En 2021, el Ministerio de Defensa británico, a través de uno de sus contratistas, encargó a la asociación buildingtransformation de Londres el estudio de la condición del edificio y la realización de trabajos de mejoras, sobre todo con respecto a las muchas goteras en los tejados del edificio y en las bóvedas de las antiguas caballerizas. A tal efecto, se realizó un estudio sobre los métodos originales de construcción en el marco del proyecto de la Inglaterra histórica y el patrimonio inglés, con una minimización de las técnicas invasivas durante los procesos y el establecimiento de normas de conservación para el futuro.
Las reparaciones incluyeron los sistemas de desagüe y transporte de agua internos, incluyendo la instalación de nuevas tuberías conservando la estructura original, el reemplazo de las tejas de pizarra de Gales rotas, la realización de arreglos en las chimeneas, la reparación de grietas en el modillón y en la cornisa, parte de la cual fue alzada en una sección del tejado, y una limpieza general del lugar. Los trabajos debieron realizarse con arreglo a las normas que afectan a edificios clasificados como bienes patrimoniales, a los que se aplican procedimientos especiales para su conservación. Por ejemplo, la eliminación de las muy visibles manchas en el interior de los marcos arqueados de muchas de las ventanas resultó ser un desafío desde la perspectiva de no dañar a los materiales originales. Adicionalmente, se han realizado recomendaciones para futuros trabajos de restauración de cada una de las plantas en las alas norte y sur.

## En la cultura popular
- En la serie de novelas Las aventuras del fusilero Richard Sharpe, cuyo argumento se desarrolla en España durante la guerra de la Independencia Española (parte de las guerras napoleónicas), y su adaptación televisiva, protagonizada por Sean Bean como el mayor Richard Sharpe, Horse Guards es mencionado en varias ocasiones. En el episodio Sharpe's Regiment (El regimiento de Sharpe), es parte de un escenario secundario, con la imagen del edificio «limpio» (como se supone que estaba en aquella época) mostrándose en los primeros minutos del episodio. La serie también trata del duque de Wellington en su tiempo al mando de las tropas británicas en España, quien más tarde tendría sus despachos en Horse Guards.[21]